# Moacir Barbosa
Moacir Barbosa Nascimento (lub Moacyr Barbosa Nascimento) (ur. 27 marca 1921 w Campinas, zm. 8 kwietnia 2000 w Santos) – brazylijski piłkarz grający na pozycji bramkarza. Grał w reprezentacji Brazylii w piłce nożnej - wziął udział w Copa América w 1949, gdzie Brazylia zdobyła mistrzostwo Ameryki Południowej. Uczestniczył również w finałach mistrzostw świata w 1950 roku, w których Brazylia została wicemistrzem świata.

## Kluby
- 1940-1941: ADCI
- 1942-1944: Clube Atlético Ypiranga
- 1945-1955: CR Vasco da Gama
- 1955-1956: Santa Cruz Futebol Clube
- 1957: Bonsucesso Futebol Clube
- 1958-1960: Santa Cruz Futebol Clube
- 1962: Campo Grande Atlético Clube